# 원형 전자-양전자 충돌기
원형 전자-양전자 충돌기(Circular Electron Positron Collider, CEPC)는 중국에서 건설을 추진중인 원형 입자 가속기이다. 2030년대에 완공될 계획이다.

## 역사

현존하는 세계 최대 입자가속기는 스위스 CERN의 대형 강입자 충돌기(LHC)

2018년 11월 14일, 중국과학원 산하 고에너지물리연구소(IHEP)는 차세대 입자가속기인 원형 전자-양성자 가속 충돌기(CEPC)의 개념설계 보고서를 발표했다.

## 비교
현존하는 세계 최대 입자가속기는 유럽 입자 물리 연구소(CERN)의 대형 강입자 충돌기(LHC)로, 둘레가 27 km에 이른다. 원형 전자-양전자 충돌기는 설계상 둘레가 100km이다. 유럽 입자 물리 연구소에서 추진 중인 미래 원형 충돌기 역시 설계상 둘레가 100km이며, 도달 목표 에너지는 조금 더 높다.
- 테바트론 -  미국, 페르미랩, 둘레 6.3 km
- 대형 강입자 충돌기(LHC) -  스위스, CERN, 둘레 27 km
- 초전도 초충돌기 -  미국, 둘레 87.1 km, 1993년 취소
- 원형 전자-양전자 충돌기 -  중국, IHEP, 둘레 100 km, 계획중
- 미래 원형 충돌기(FCC) -  스위스, CERN, 둘레 100 km, 계획중

## 같이 보기
- 미래 원형 충돌기